# Leo Malachowski
Leo Bronislav von Malachowski, född 14 juli 1901 i S:t Petersburg, Ryssland, död 1982, var en rysk-svensk arkitekt och tecknare.
Malachowski studerade vid Konsthögskolan i Stockholm 1919–1922 och vid Tekniska högskolan i Berlin 1921–1926. Han anställdes efter studierna vid Ullsteins förlag i Berlin där han arbetade fram till 1946. Han flyttade till Stockholm 1947 och blev medarbetare i Stockholms-Tidningen som politisk tecknare under signaturen Mala. Han medverkade i en utställning med tidningsteckningar på Welamsons konstgalleri 1951. Som illustratör har han bland annat illustrerat Aino Nordlunds Vad stod det i brevet? och Lilla Stumpan och Stora klumpen samt i All världens berättare. Malachowski är representerad vid Pressarkivets tidningstecknarsamling. Kent Zetterberg skrev en biograf om Malachowski som ingår i Presshistorisk årsbok 1990.